# 424. strelska divizija (ZSSR)
424. strelska divizija (izvirno rusko 424. стрелковая дивизия; kratica 424. SD) je bila strelska divizija Rdeče armade v času druge svetovne vojne.

## Zgodovina
Divizija je bila ustanovljena 16. decembra 1941 v Južnouralskem vojaškem okrožju; 9. januarja 1942 so jo preimenovali v 196. strelsko divizijo.